# Berkatal
Berkatal är en kommun i Werra-Meissner-Kreis i Regierungsbezirk Kassel i förbundslandet Hessen i Tyskland.
Kommunen bildades 31 december 1971 genom en sammanslagning av de tidigare kommunerna Frankenhain, Frankershausen och Hitzerode.